# Beatriz de Berg
Beatriz de Berg (em alemão:  Beatrix; 1364, Castelo Burg – Heidelberg, 16 de maio de 1395)  foi eleitora do Palatinado como a segunda esposa de Ruperto I, Eleitor Palatino do Reno.

## Família
Beatriz foi a segunda filha e última criança nascida de Guilherme II, Duque de Berg e de Ana de Wittelsbach.
Os seus avós paternos eram o conde Gerardo VI de Jülich e Margarida de Ravensberg. Os seus avós maternos foram Ruperto II, Eleitor Palatino do Reno e Beatriz da Sicília.
Ela teve cinco irmãos mais velhos: Margarida, esposa do duque Otão de Brunsvique-Göttingen; Ruperto, bispo de Passau e Paderborn; Gerardo, sacerdote em Köln; Adolfo, duque de Berg e e Jülich e Guilherme, conde de Ravensberg.

## Biografia

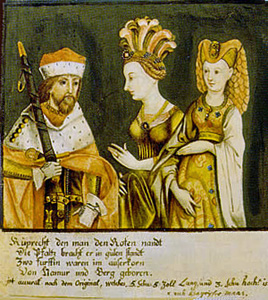
Ruperto I com suas esposas, Isabel de Namur e Beatriz de Berg.

Em 23 de maio 1385, Beatriz se casou com o eleitor Ruperto I, filho do duque Rodolfo I da Baviera e de Matilde de Nassau. Ela tinha aproximadamente 21 anos, e ele tinha 75. Ela era viúvo, tendo sido casado com Isabel de Namur. O avô materno de Beatriz, Ruperto, era sobrinho de Ruperto I.
O casal residiu em Heidelberg, onde o eleitor havia fundado a Universidade de Heidelberg, e depois em Neustadt.
Eles não tiveram filhos, e ele faleceu quase 5 anos após o casamento, em 1390. Portanto, o avô de Beatriz, sucedeu o tio como Ruperto II.
Ruperto deixou para Beatriz o castelo e a cidade de Neuburgo do Reno, além da vila de Hagenbach e os impostos de Bergzabern.
Ela não se casou novamente e morreu em 16 de maio de 1695, tendo sido enterrada na Igreja Colegiada de São Egídio em Neustadt na Estrada do Vinho, ao lado do marido.